# Porter Raymond Lee
Porter Raymond Lee (ur. 21 grudnia 1879 w Buffalo, zm. 8 marca 1939) – amerykański pracownik socjalny, nauczyciel i jeden z pionierów nowoczesnej edukacji społecznej.

## Życiorys
Był synem Reubena Portera Lee (bankiera) oraz Jennie Blanchard. Pierwsze doświadczenia w służbie społecznej zdobywał w szkole średniej w Westminster House w Buffalo. Zdobył wówczas wiedzę z zakresu nowoczesnej filantropii. Po ukończeniu  Uniwersytetu Cornella w 1903 odbył letnie kursy w New York School of Philanthropy, co zapewniło mu profesjonalne szkolenie z zakresu pracy socjalnej. Jesienią 1903 rozpoczął pracę jako asystent sekretarza Towarzystwa Organizacji Dobroczynności (COS) w Buffalo, co w zasadniczy sposób wpłynęło na jego rozwój. Po zakończeniu tej pracy zastąpił Mary Richmond, jako sekretarz generalny Filadelfijskiego Towarzystwa Organizowania Dobroczynności. W 1912 dołączył też do wydziału New York School of Philanthropy jako instruktor spraw społecznych. Uznając potrzebę zróżnicowanego szkolenia w pracy socjalnej, odegrał kluczową rolę w organizacji Amerykańskiego Stowarzyszenia Szkół Pracy Socjalnej w 1919.
Jako nauczyciel i filozof zintegrował wiedzę praktyczną z wielu dziedzin, takich jak psychiatria, ekonomia i nauki polityczne, aby pomóc sformułować ogólną teorię spraw społecznych. Służył w radach zawodowych i w 1929 został wybrany przewodniczącym Krajowej Konferencji Pracy Socjalnej. 

## Wybrane dzieła
- Social Work with Families and Individuals. A Brief Manual for Investigators (1915)[3],
- Social Salvage (1924, współpraca z Walterem Pettitem),
- Mental Hygiene and Social Work (1929, współpraca z Marion Kenworthy),
- Social Work: Cause and Function (1937)[1].

## Rodzina
Ożenił się z Ethel Hepburn Pollock w 1905. Małżeństwo miało pięcioro dzieci.